# Сер Вільям Комптон

Герб баронів Комптон.

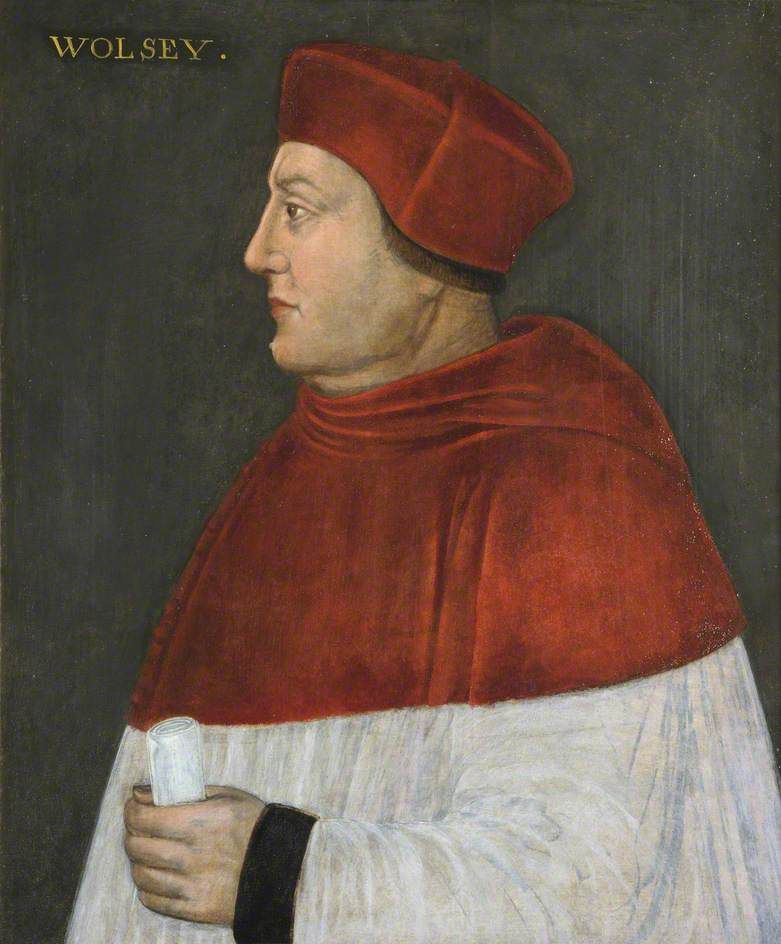
Томас Волсі (1473 – 1530) - кардинал.

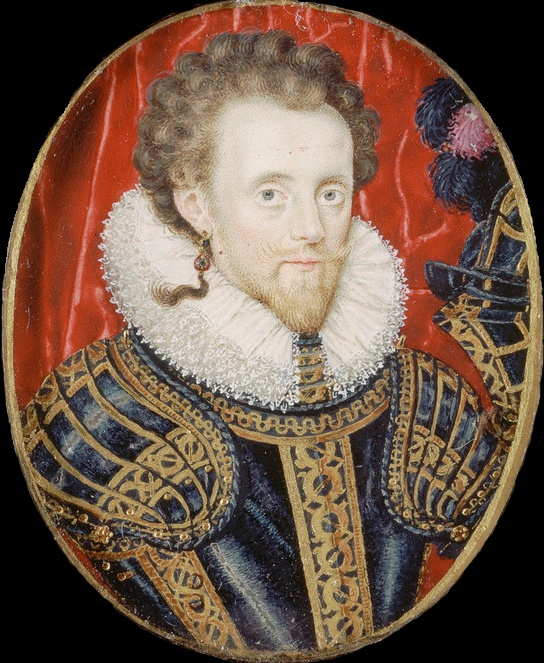
Вільям Комптон (пом. 1630) – І граф Нортемптон.

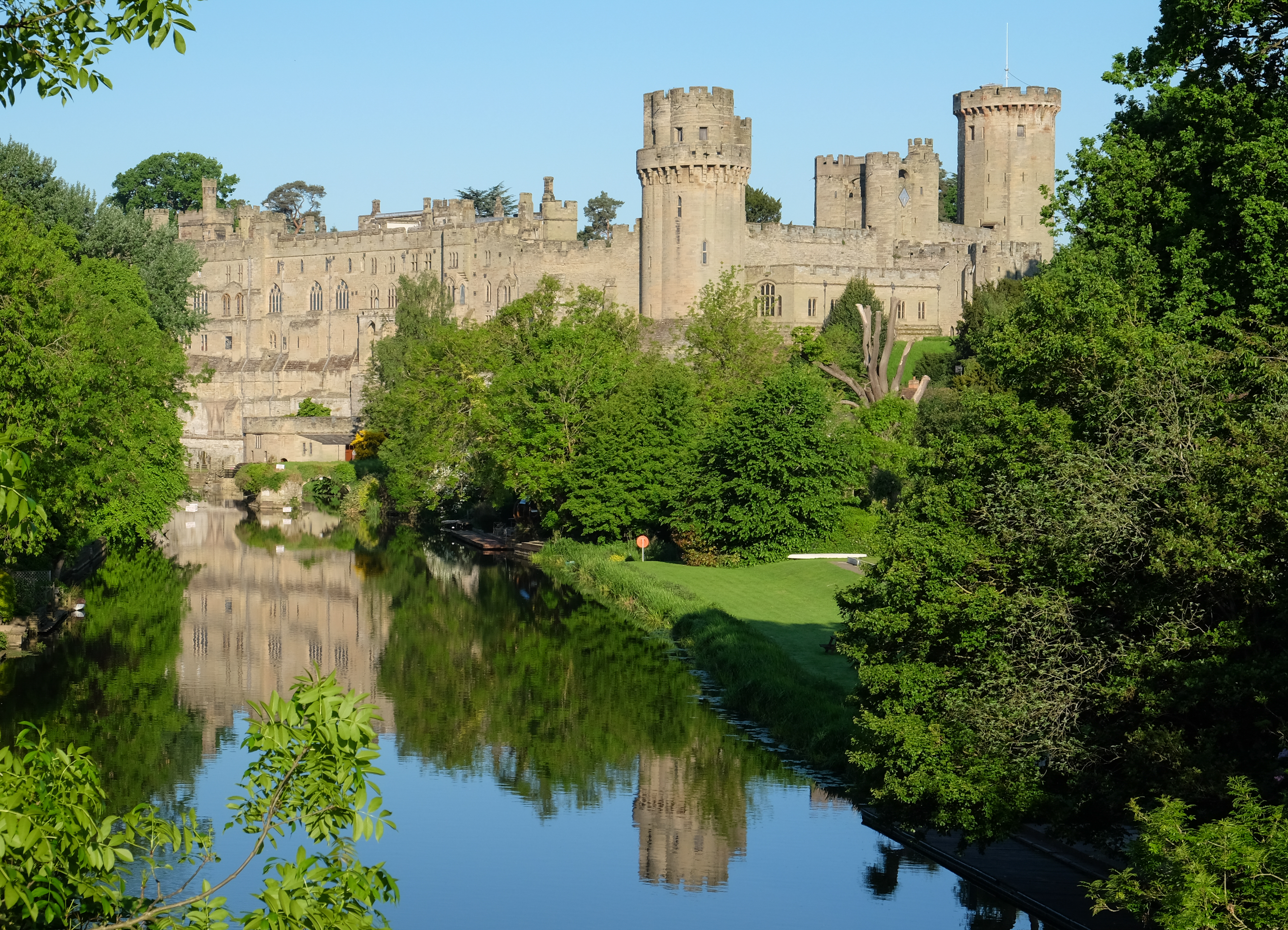
Замок Ворвік.

Сер Вільям Комптон (бл. 1482 — 30 червня 1528) — відомий ірландський та англійський політик, придворний, військовий, лорд-канцлер Ірландії часів правління короля Англії та Ірландії Генріха VIII.

## Життєпис

### Походження та ранні роки
Вільям Комптон народився близько 1482 року. Він був єдиним сином та спадкоємцем Едмунда Комптона з Комптона, що в Ворікширі, Англія та Джоан, доньки Волтера Ейлворта. Йому було близько одинадцяти років, коли його батько помер у 1493 році. Вільям Комптон опинився під опікою короля Англії та Ірландії Генріха VII, що призначив його пажем принца Генрі, герцога Йоркського. Він був приблизно на дев’ять років старший за Генрі, але вони стали близькими друзями.

### Родина
У травні 1512 року Вільям Комптон одружився з Вербургою, донькою сера Джона Бреретона та Кетрін Берклі та вдовою сера Френсіса Чейні. У них був син і принаймні дві дочки:
- Пітер Комптон (1523 – 1544) – старший син і спадкоємець, якому на момент смерті батька було шість років, став підопічним кардинала Томаса Волсі. Він одружився з Анною, дочкою Джорджа Телбота, IV графа Шрусбері. У шлюбі був син Генрі, якому Єлизавета I дарувала титул барона Комптон. Син Генріха – Вільям отримав титул графа Нортгемптон від короля Англії, Шотландії та Ірландії Якова I.

Вільям Комптон одружився вдруге, після 8 травня 1522 року з Елізабет Стонор, дочкою сера Волтера Стонора, і з нею мав принаймні одну дитину.

### Кар’єра
Коли принц Генрі вступив на престол і став королем Англії та Ірландії Генріхом VIII у 1509 році, йому було призначено посаду королівського конюха, людини, яка була в найближчому контакті з молодим королем. Вільям Комптон служив королю, відповідав за білизну та одяг короля, коштовності та посуд. Одним із його обов’язків, за словами придворної Елізабет Амадас, було підбадьорювати жінок для свого монарха та влаштовувати побачення з ними в його лондонському будинку на Темз-стріт. Вільям Комптон також був управителем, або адміністратором, кількох королівських садиб.
Комптон був посвячений у лицарі 25 вересня 1513 року в Турне після битви Шпор. Він зміг зібрати 578 солдатів для кампанії у Франції з маєтків, якими керував, майже стільки ж, скільки було зібрано всіма іншими членами Таємної палати. У 1521 році він був присутній на зустрічі Генріха VIII з Франциском I на Золотому полі та в Гравеліні для бесіди короля з Карлом V.  Комптон служив на шотландських кордонах під керівництвом графа Суррея в 1523 році, і це, здається, був єдиний раз, коли він був далеко від двору. Вважалося, що його суперник Томас Волсі вигадав його відправку туди, сподіваючись зменшити його вплив на короля. Незважаючи на те, що він не був політиком, Комптон зрештою здобув значний вплив на Генрі, коли справа дійшла до надання землі та послуг аристократії, і заробив значні статки. Він обіймав наступні посади при дворі:
- Охоронець опочивальні
- Головний джентльмен Опочивальні
- Головний охоронець Великого Віндзорського парку
- Охоронець крісла
- Каштелян замку Глостер
- Каштелян замку Суделі
- Каштелян замку Ворік
- Лорд-канцлер Ірландії, 1513 – 1516
- Ашер Чорного жезла, 4 лютого 1513 року
- Шериф Гемпшира, 1512 – 1513
- Шериф графств Сомерсетшир і Дорсетшир, 1513 – 1514
- Верховний шериф Вустерширу, 1516 - 1528
- Підскарбій казначейства, 1525

### Енн Стаффорд
У 1510 році Вільям Комптон був втягнутий у публічну суперечку з Едвардом Стаффордом, ІІІ герцогом Бекінгем, через роман Генріха VIII з одруженою сестрою герцога, леді Енн Гастінгс. Приблизно в 1519 році Вільям Комптон мав стосунки з самою Енн, а в 1521 році Генріх VIII  послав Вільяма Комптона заарештувати брата Енн, герцога Бекінгем, що пізніше був страчений за державну зраду.

### Смерть
У своєму заповіті, датованому 8 березня 1523 року, Вільям Комптон передбачив забезпечення для леді Гастінгс, своєї першої дружини Вербурги та його дітей. Його заповіт було складено, коли його перша дружина була ще жива, і не було оновлено, щоб забезпечити його другу дружину, Єлизавету, яка чекала дитину на момент його смерті. Він помер 30 червня 1528 року під час епідемії від інфекційної хвороби – так званої «англійської пітнички», що вбила кількох придворних, включаючи швагра Анни Болейн, Вільяма Кері. Його поховали в каплиці в Комптон-Вайнятс. Його вдова Єлизавета все ще намагалася вимагати певних пільг під час свого другого шлюбу з Волтером Волшем, пажем Таємної палати в листопаді 1529 року, і це питання не було вирішено до червня 1538 року, коли її батько написав Томасу Кромвелю від імені його дочки: «Ми обидва хочемо прихильності вашої світлості в її справах, інакше вона може постраждати несправедливо».

## Образ Вільяма Комптона в мистецтві
Вигаданого Вільяма Комптона зобразив Кріс Холден-Рід у 2007 році в телевізійному серіалі «Тюдори» про часи правління короля Англії та Шотландії Генріха VIII. Вільяма Комптона зіграв Люк Маллінз у 2019 році в телевізійному серіалі «Іспанська принцеса» про життя  Катерини Арагонської.